# Райдужний колібрі
Райдужний колі́брі (Anthocephala) — рід серпокрильцеподібних птахів родини колібрієвих (Trochilidae). Представники цього роду є ендеміками Колумбії.

## Види
Виділяють два види:
- Колібрі райдужний (Anthocephala floriceps)
- Колібрі світлолобий (Anthocephala berlepschi)[6][7][8]

## Етимологія
Наукова назва роду Anthocephala походить від сполучення слів дав.-гр. ανθος — квітка і κεφαλη — голова.